# Magloire Pélage
Magloire Pélage, né en 1766 au Lamentin sur l'île de la Martinique et mort le 17 avril 1810 à Estella en Espagne, est un militaire français, surtout connu pour sa participation indirecte au rétablissement de l'esclavage en 1802 dans les colonies françaises.

## Jeunesse
Sa date de naissance ainsi que ses origines sont imprécises : le registre de la paroisse Saint-Laurent du Lamentin mentionne pour le 21 mai 1766 le baptême de Magloire Pélage, fils de Marie Rose, avec pour parrain Louis Lenclume ; mais son acte de mariage en 1801 le précise « fils du citoyen Leblanc et de la citoyenne Francine Leblanc, domiciliés au Lamentin, Martinique ».
Selon ses biographes, il serait né esclave, ou bien il serait un libre de couleur. Les sources le décrivent comme « câpre », ou « mulâtre foncé », soit un enfant issu d'une union entre un/une mulâtre et un/une noir(e). Son premier emploi était celui de maçon.

## Volontaire dans la milice
Le 1er février 1793, la déclaration de guerre de la toute jeune république française au royaume de Grande-Bretagne met la Martinique sous la menace d'une invasion britannique (comme en 1674, en 1759 et en 1762). En conséquence, en février 1793, le gouverneur Donatien de Rochambeau organise la levée d'unités de milice coloniale (équivalent des bataillons de volontaires en métropole), comprenant des volontaires surtout noirs, qu'ils soient libres de naissance ou affranchis (l'abolition de l'esclavage par le décret du 16 pluviôse an II, soit le 4 février 1794, est postérieure). Pélage devient ainsi soldat dans le 1er bataillon de chasseurs de la Martinique. Il est nommé sergent le 1er avril 1793.
Le contexte dans les Antilles françaises est alors tendu, car aux oppositions entre royalistes et républicains, entre conservateurs et révolutionnaires, se rajoutent celles entre planteurs, libres modestes et esclaves. Le 8 juin 1793, Pélage est blessé à la cuisse lors de l'assaut du morne Vert-Pré contre les royalistes. Il est nommé lieutenant le 10 décembre 1793, avec le commandement d'une demi-compagnie.

## Défense de la lunette Bouillé
Le 5 février 1794, une flotte britannique débarque 6 000 hommes dans le quartier de Trinité ; les troupes républicaines se regroupent après quelques combats sur la ville de Fort-République (ex Fort-Royal, l'actuelle Fort-de-France). Le gouverneur Rochambeau et les soldats métropolitains s'installent dans le fort de la Convention (ex fort Bourbon, actuel fort Desaix), qui domine la ville et la baie du haut du morne Garnier, confiant la défense du fort de la République (ex fort Louis, actuel fort Saint-Louis) à la milice coloniale. L'unité commandée par Pélage est affectée à partir du 18 février à la défense de la redoute de la lunette Bouillé.
Les Britanniques entreprennent le siège des fortifications républicaines, creusant leurs parallèles en face de la redoute. Les batteries ouvrent le feu à partir du 7 mars, ciblant particulièrement la redoute, où Pélage est blessé le 8 mars ; l'escarpe s'effondre sous les coups et plusieurs assauts sont repoussés par la petite garnison. Les tirs s'arrêtent le 20 ; la reddition est signée par Rochambeau le 23 mars, après la chute du fort de la République et à cause de dissensions au sein de la garnison.
En application de la convention de reddition, la garnison est traitée différemment en fonction du statut des soldats : les affranchis sont remis à leurs anciens maîtres ou vendus, tandis que les hommes libres sont envoyés en Angleterre, ce qui est le cas de Louis Delgrès et de Pélage.

## Montée en grade
Les officiers sont ensuite échangés ; Pélage est affecté au bataillon des Antilles, comme capitaine, en octobre 1794. Arrivé à la Guadeloupe, il participe à la reprise de Sainte-Lucie et est promu chef de bataillon le 3 juillet 1795. À la suite de la conquête de l'île de Sainte-Lucie par les Britanniques en 1796, il est à nouveau blessé au bras gauche et fait prisonnier.
Envoyé une seconde fois en Grande-Bretagne, il reste 18 mois en prison à Portsmouth puis est échangé en vendémiaire an VI (octobre 1797). Il débarque à Fécamp, rejoint le général Antoine de Béthencourt à Rouen et le suit à Morlaix. Le 15 septembre 1798, il est affecté à l'île d'Aix, où sont progressivement rassemblés tous les militaires noirs ou « de couleur », ; il est promu au grade de chef de brigade (l'équivalent alors de colonel) le 24 août 1799.
Le 16 novembre 1799, il repart vers la Guadeloupe comme aide de camp des agents du Directoire Nicolas-Georges Jeannet-Oudin, Étienne Maynaud de Bizefranc de Lavaux et René Gaston Baco de La Chapelle. Les tensions sont vives sur l'île : bien que l'abolition de l'esclavage y ait été appliquée en juin 1794 (au contraire de la Martinique, alors occupée par les Britanniques), les anciens esclaves restent majoritairement dépendants de leurs anciens maîtres : les autres solutions sont le vagabondage, l'engagement dans l'armée ou à bord des corsaires. Si l'égalité civique a été proclamée (décret du 16 octobre 1791), la société coloniale reste marquée par de la ségrégation raciale.
En août 1801, à la mort du général de Béthencourt, le contre-amiral Jean-Baptiste Raymond de Lacrosse prend le commandement de la garnison. Le comportement de Lacrosse (proscription des opposants, licenciement de militaires et retour des émigrés) exacerbe les tensions parmi les notables et militaires de l'île : le 24 octobre 1801, une rébellion des soldats, à laquelle se rallie Pélage, fait arrêter Lacrosse, puis l'expulse de l'île le 5 novembre. Pélage commande désormais l'arrondissement de Port-de-la-Liberté (Pointe-à-Pitre), assurant les fonctions de chef du « Conseil provisoire de gouvernement » qui dirige l'île.
Malgré ces tensions, le 23 octobre 1801, Pélage épouse à Pointe-à-Pitre Anne-Charlotte Mantet, « née le 11 juillet 1785 à Fort-Royal, fille légitime de Charles Louis, mulâtre libre, entrepreneur de maçonnerie, et de Berthilde son épouse ». Il accepte de devenir commandant en chef sur l'île et devient dépositaire du pouvoir. Il dirige la Guadeloupe jusqu'à l'arrivée du général Antoine Richepance. Si la rébellion des notables et militaires est d'abord qualifiée de « jacobine » et d'« anarchiste » par Lacrosse, Pélage envoie plusieurs lettres au Premier Consul affirmant sa fidélité à la République.

## Richepance aux Antilles
Par la paix d'Amiens, signée le 25 mars 1802, le Royaume-Uni rend la Martinique à la France ; le gouvernement en profite pour reprendre le contrôle de ses colonies françaises d'Amérique. Le 6 mai 1802, à l'arrivée en Guadeloupe d'une flotte transportant la petite armée expéditionnaire du général de division Antoine Richepance, les troupes coloniales sont la cible de dures vexations. Les chefs militaires locaux se divisent alors en deux camps : si une partie, menée par les chefs de bataillon Louis Delgrès et Joseph Ignace, fait le choix de la rébellion ouverte à partir du 10 mai, une autre partie, commandée par Pélage, se soumet aux envoyés du gouvernement.

« Si Pélage est libre, c'est pour nous avoir vendus ; voilà pourquoi il n'a point essuyé les traitements odieux qu'on a fait subir à nos frères d'armes, à la Pointe-à-Pitre. On les a désarmés, déshabillés, battus et mis aux fers à bords des frégates. Devaient-ils s'attendre à tant d'outrages... Il faut que Pélage soit bien lâche pour s'être prêté à telles horreurs. »

— Réponse de Delgrès aux envoyés de Pélage.
Des combats opposent ensuite non seulement les soldats métropolitains aux antillais, mais aussi les coloniaux entre eux : face à ses pertes, Richepance ordonne à Pélage de fournir des renforts, soit 600 hommes de couleur. Ces combats se soldent par la mort des chefs rebelles (Ignace le 26 mai et Delgrès le 28 mai), la victoire de Richepance (qui meurt de la fièvre jaune le 2 septembre) et l'exécution ou la vente des soldats noirs fait prisonniers. L'esclavage est rétabli à la Guadeloupe par l'arrêté du 27 messidor an X (16 juillet 1802), tandis qu'il est maintenu à la Martinique en application de la loi du 30 floréal an X (20 mai 1802).
Des combats plus sporadiques émaillent la fin 1802 et l'année 1803, des groupes de rebelles se réfugiant dans la forêt de Basse-Terre, sur les pentes de la Soufrière, se mêlant aux bandes de marrons.

## Fin de carrière
Les 42 responsables de l'insurrection de 1801 qui ont survécu, c'est-à-dire ceux qui se sont soumis, dont 31 officiers y compris Pélage, ainsi que sa famille (sa femme, sa belle-mère, son neveu et un serviteur), sont envoyés en France, ce qui les protège de la vindicte de Lacrosse, qui est redevenu gouverneur. Ils embarquent le 29 juin 1802 sur Le Fougueux et arrivent à Brest le 18 août,
Les prisons brestoises étant pleines, tout le groupe est détenu dans un premier temps à l'hôpital Saint-Louis de Brest ; puis les principaux responsables (les membres du Conseil provisoire), dont Pélage, sont envoyés à Paris. Emprisonnés, ils rédigent et font imprimer un justificatif ayant pour titre Mémoire pour le chef de brigade Magloire Pélage et pour les habitans de la Guadeloupe (mémoire couvrant Lacrosse de reproches et rendant le capitaine Ignace responsable de l'insurrection de 1801), ainsi qu'une lettre au Premier Consul. Pélage bénéficie d'une lettre en sa faveur de Rochambeau, le successeur de Leclerc à la tête de l'expédition de Saint-Domingue, qui le réclame. Le groupe est mis en liberté par ordonnance du tribunal criminel de la Seine le 23 novembre 1803
Pélage et sa famille vivent de sa pension de retraite à Paris. Après de multiples demandes de réintégrations dans l'armée, le ministère de la Guerre le réintègre comme colonel en 1808, avec affectation à l'armée d'Espagne en octobre 1808 pour servir d'adjudant-commandant. Il meurt le 7 avril 1810 à Estella (en Navarre). Par décision du 30 juillet 1810, sa veuve et ses trois jeunes enfants bénéficient d'une rente viagère ; celle-ci la touche jusqu'en 1826.